# Union soviétique aux Jeux olympiques d'hiver de 1960
Cet article contient des informations sur la participation et les résultats de l'Union soviétique aux Jeux olympiques d'hiver de 1960 à Squaw Valley aux États-Unis. L'Union soviétique était représentée par 62 athlètes.
La délégation soviétique a récolté en tout 21 médailles : 7 d'or, 5 d'argent et 9 de bronze. Elle a terminé au 1er rang du classement des médailles, comme en 1956.

## Médailles
| Médaille                            | Nom                                                                 | Sport               | Compétition                     |
| ----------------------------------- | ------------------------------------------------------------------- | ------------------- | ------------------------------- |
| Médaille d'or, Jeux olympiques      | Evgueni Grichine                                                    | Patinage de vitesse | 500 mètres hommes               |
| Médaille d'or, Jeux olympiques      | Evgueni Grichine                                                    | Patinage de vitesse | 1 500 mètres hommes             |
| Médaille d'or, Jeux olympiques      | Viktor Kosichkin                                                    | Patinage de vitesse | 5 000 mètres hommes             |
| Médaille d'or, Jeux olympiques      | Klara Guseva                                                        | Patinage de vitesse | 1 000 mètres femmes             |
| Médaille d'or, Jeux olympiques      | Lidia Skoblikova                                                    | Patinage de vitesse | 1 500 mètres femmes             |
| Médaille d'or, Jeux olympiques      | Lidia Skoblikova                                                    | Patinage de vitesse | 3 000 mètres femmes             |
| Médaille d'or, Jeux olympiques      | Maria Gusakova                                                      | Ski de fond         | 10 kilomètres femmes            |
| Médaille d'argent, Jeux olympiques  | Natalya Donchenko                                                   | Patinage de vitesse | 500 mètres femmes               |
| Médaille d'argent, Jeux olympiques  | Viktor Kosichkin                                                    | Patinage de vitesse | 10 000 mètres hommes            |
| Médaille d'argent, Jeux olympiques  | Valentina Stenina                                                   | Patinage de vitesse | 3 000 mètres femmes             |
| Médaille d'argent, Jeux olympiques  | Maria Gusakova Ljubov Kozyreva Radya Yeroshina                      | Ski de fond         | Relais 3x5 kilomètres femmes    |
| Médaille d'argent, Jeux olympiques  | Ljubov Kozyreva                                                     | Ski de fond         | 10 kilomètres femmes            |
| Médaille de bronze, Jeux olympiques | Aleksandr Privalov                                                  | Biathlon            | Hommes                          |
| Médaille de bronze, Jeux olympiques | Nikolay Gusakov                                                     | Combiné nordique    | Hommes                          |
| Médaille de bronze, Jeux olympiques | Équipe d'URSS de hockey sur glace                                   | Hockey sur glace    | Hommes                          |
| Médaille de bronze, Jeux olympiques | Rafael Grach                                                        | Patinage de vitesse | 500 mètres hommes               |
| Médaille de bronze, Jeux olympiques | Boris Stenin                                                        | Patinage de vitesse | 1 500 mètres hommes             |
| Médaille de bronze, Jeux olympiques | Tamara Rylova                                                       | Patinage de vitesse | 1 000 mètres femmes             |
| Médaille de bronze, Jeux olympiques | Nikolay Anikin                                                      | Ski de fond         | 30 kilomètres hommes            |
| Médaille de bronze, Jeux olympiques | Nikolay Anikin Aleksey Kuznetsov Anatoly Shelyukhin Gennady Vaganov | Ski de fond         | Relais 4 × 10 kilomètres hommes |
| Médaille de bronze, Jeux olympiques | Radya Yeroshina                                                     | Ski de fond         | 10 kilomètres femmes            |